# Montañas de los Gigantes
Las Montañas de los Gigantes (en checo: Krkonoše ['kr̩konoʃɛ]ⓘ /krr-ko-no-she/, en polaco: Karkonosze [karkɔˈnɔʂɛ], en alemán: Riesengebirge) es una cordillera en los Sudetes occidentales en la Europa Central. El nombre de Karkonosze es bastante antiguo: ya aparece pronunciado por gente que Ptolomeo llamaba los Corconti. El término puede provenir del pre-indoeuropeo y su significado fue conservado, en el latín medieval, como montes de Gigantei.
Las montañas se extienden del noroeste al sureste y forman frontera natural entre Polonia y la República Checa. Con 1603 m s. n. m. en la frontera checo-polaca, la montaña Sněžka-Śnieżka es el pico más alto de la República Checa. Grandes zonas de las montañas son preservadas como parque nacional por ambos países.
Las montañas son famosas por sus estaciones de esquí y están creciendo en importancia como alternativa para el turismo menos costosa y, en algunos casos, más cercana que los Alpes. 
El río Elba nace en estas montañas.
Ciudades importantes en esta región montañosa son:
- Karpacz, estación de esquí en Polonia
- Szklarska Poręba, estación de esquí en Polonia
- Špindlerův Mlýn, estación de esquí en Chequia
- Harrachov en Chequia
- Pec pod Sněžkou, estación de esquí en Chequia
- Przesieka en Polonia
- Kowary en Polonia

## Galería

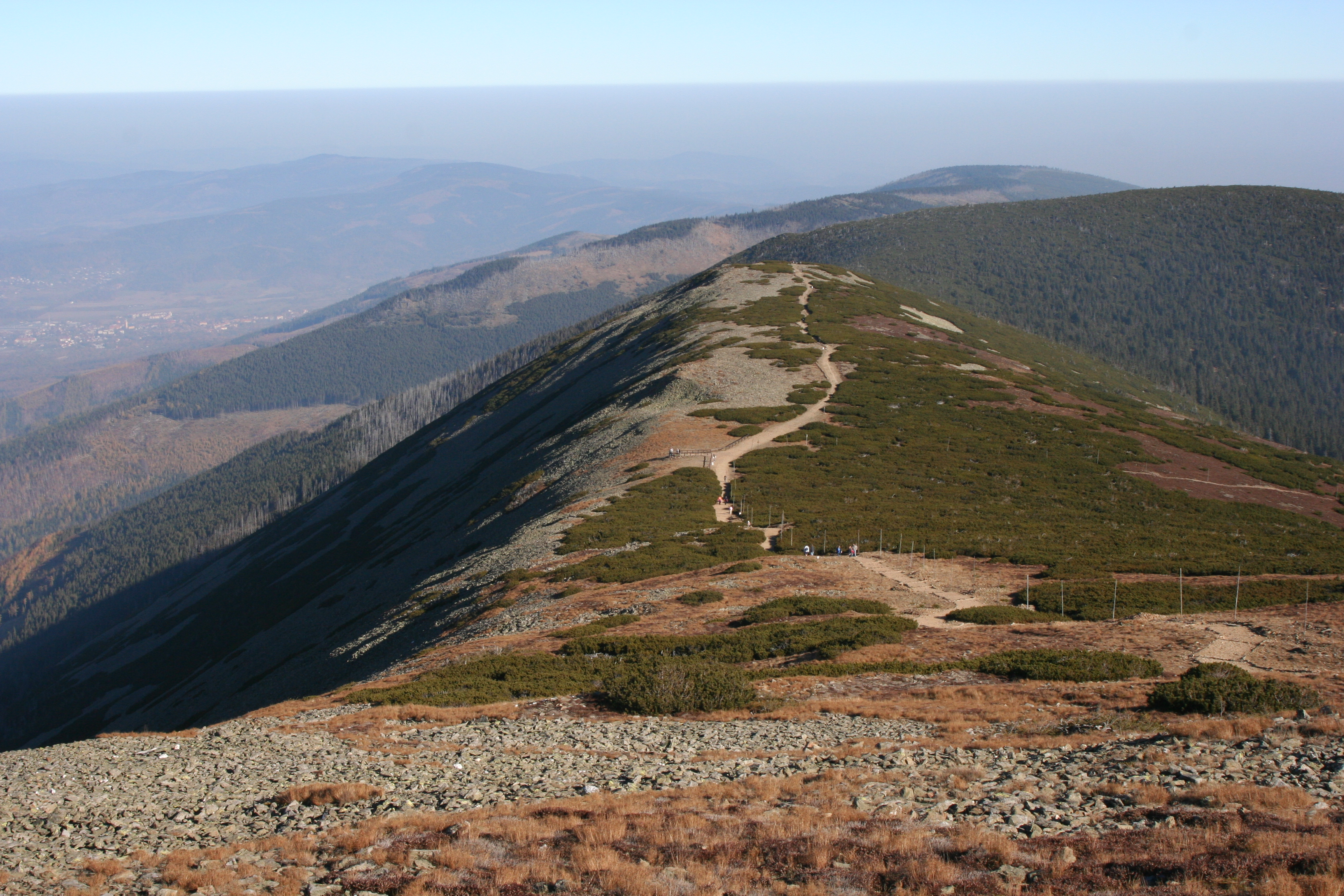
Vegetación alpina a 1400 m. en el Karkonosze
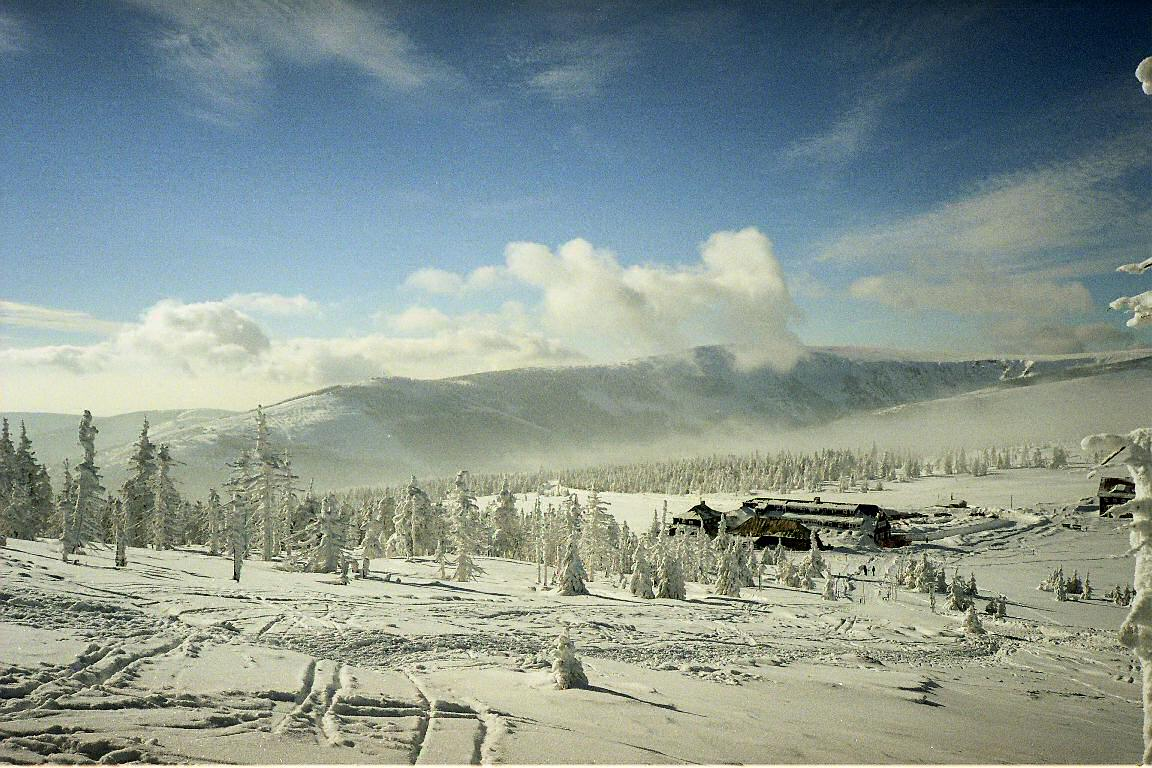
Vista a la sierra de Boehmi. En primer plano el Spindlerbaude (Špindlerová bouda)